# Ontherus sanctaemartae
Ontherus sanctaemartae är en skalbaggsart som beskrevs av François Génier 1996. Ontherus sanctaemartae ingår i släktet Ontherus och familjen bladhorningar. Inga underarter finns listade i Catalogue of Life.